# Eriosyce bulbocalyx
Eriosyce bulbocalyx ist eine Pflanzenart in der Gattung Eriosyce aus der Familie der Kakteengewächse (Cactaceae). Das Artepitheton bulbocalyx leitet sich von den lateinischen Worten bulbus für ‚Zwiebel‘ sowie calyx für ‚Kelch‘ ab und verweist auf die Form der Blüten der Art.

## Beschreibung
Eriosyce bulbocalyx wächst einzeln mit glaukgrünen, kugelförmigen bis verlängerten Trieben und erreicht bei Durchmessern von 8 bis 12 Zentimeter Wuchshöhen von bis zu 20 Zentimeter. Die Wurzeln sind faserig. Es sind etwa 13 stumpfe Rippen vorhanden, die gekerbt sind. Die grauen, kräftigen Dornen sind stark aufwärts gebogen und bis zu 3 Zentimeter lang. Sie lassen sich in fünf bis acht Mitteldornen und acht bis zwölf Randdornen unterscheiden.
Die trichterförmigen Blüten sind an ihrer Mündung verengt. Sie erscheinen aus älteren Areolen und sind strohgelb mit einem rötlichen Schlund. Die Blüten sind bis 2,5 Zentimeter lang und weisen einen Durchmesser von 2 Zentimeter auf. Ihr Perikarpell und die Blütenröhre sind mit Wolle und gelegentlich auch Borsten besetzt. Die kurz eiförmigen Früchte reißen an einer basalen Pore auf.

## Verbreitung, Systematik und Gefährdung
Eriosyce bulbocalyx ist in den argentinischen Provinzen La Rioja, San Juan und San Luis in den Vorbergen der Anden in Höhenlagen von 500 bis 1000 Metern verbreitet.
Die Erstbeschreibung als Echinocactus bulbocalyx erfolgte 1937 durch Erich Werdermann. Fred Kattermann stellte die Art 1994 in die Gattung Eriosyce. Weitere nomenklatorische Synonyme sind Pyrrhocactus bulbocalyx (Werderm.) Backeb. (1959) und Neoporteria bulbocalyx (Werderm.) Donald & G.D.Rowley (1966).
In der Roten Liste gefährdeter Arten der IUCN wird die Art als „Least Concern (LC)“, d. h. als nicht gefährdet geführt.

## Nachweise